# Bugulina borealis
Bugulina borealis is een mosdiertjessoort uit de familie van de Bugulidae. De wetenschappelijke naam van de soort is, als Halophila borealis, voor het eerst geldig gepubliceerd in 1863 door Packard.